# Amore italiano/La mia anima
Amore italiano/La mia anima è un singolo di Pupo pubblicato nel 1987.
La seconda traccia intitolata La mia anima è anche il lato b del singolo Un amore grande, pubblicato tre anni prima e incluso nell'album Malattia d'amore.

## Tracce
1. Amore italiano – 3:30
2. La mia anima – 3:25